# Złote Wybrzeże na Letnich Igrzyskach Olimpijskich 1952
Złote Wybrzeże (obecnie Ghana) na Letnich Igrzyskach Olimpijskich 1952 reprezentowało siedmiu lekkoatletów. Był to debiut reprezentacji w igrzyskach olimpijskich.

## Skład kadry

### Lekkoatletyka
Mężczyźni
- George Acquaah - 100 metrów - odpadł w eliminacjach
- Gabriel Lareya - 100 metrów - odpadł w eliminacjach
- Mohamed Sanni-Thomas - 800 metrów - odpadł w eliminacjach
- Augustus Lawson, John Owusu, Gabriel Lareya, George Acquaah - 4 × 100 metrów - odpadli w eliminacjach
- James Owoo - skok wzwyż - 20. miejsce
- William Laing - trójskok - 25. miejsce